# Lezley Zen
Pour les articles homonymes, voir Zen (homonymie).
Lezley Zen, née le 19 février 1974 à Charleston, est une actrice pornographique américaine.

## Biographie
Avant d'orienter sa carrière vers la pornographie, Lezley était manager d'un restaurant. Elle dirigeait le restaurant d'un Westin Hotel et un restaurant appelé Italian Trattoria en Caroline du Sud. Après son divorce, elle commença à participer à des concours de bikini et des concours de tee-shirts mouillés. Elle rencontra par la suite son fiancé Trevor Zen (alors coach personnel) et commença à travailler avec lui.
Grâce à des contacts qu'elle noua lors de différents concours, elle obtint un rendez-vous avec Brad Armstrong et Jonathan Morgan du studio Wicked Pictures.
Son premier film pornographique fut Wicked's Serenity's Roman Orgy en 2001. Elle déclara dans une interview qu'elle était d'abord devenue actrice porno pour éponger ses dettes qu'elle accumula après son divorce et "narguer" son fiancé, qui de son côté commençait une carrière d'acteur porno également. Ils ont d'ailleurs tourné des scènes ensemble dans plusieurs films.
Lezley était représentée par l'agence LA Direct Models et est également apparue dans de nombreux films érotiques pour Playboy TV, HBO, Cinemax et Showtime. Elle a été citée en 2002 pour l'AVN Award de la meilleure nouvelle starlette et décrocha par la suite celui de la meilleure actrice second rôle en 2005. Elle a également été nommée plusieurs fois aux XRCO Awards.
Elle quitte le milieu du X en 2006 et vit à Miami avec ses deux enfants et revient en 2008 chez Brazzers.

## Divers
- Elle prétend être cherokee à 60 % et caucasienne à 40 %.
- Elle a subi huit interventions chirurgicales au niveau de la poitrine pour se faire poser des implants mammaires. La première a eu lieu avant son arrivée dans le X.

## Filmographie sélective
- 2009 Buffalo Bushido : Shanda
- 2009 Copz
- 2003 Talk Dirty (TV) : Tina
- Big Boobs To The Rescue
- Blue Angels # 1, # 2
- California Bad Girls
- Cheating Housewives # 2
- Deep Throat This # 4
- Latin Extreme # 2
- Rear Factor # 2

## Récompenses
- AVN Award de la meilleure actrice dans un second rôle (Best Supporting Actress - Film) en 2005 pour Bare Stage[2]
- Plusieurs nominations aux AVN Awards et aux XRCO Awards.